# 唐孝宣
唐孝宣（1925年7月—2007年11月28日），男，江苏无锡人，中国生物工程专家，高级工程师，曾任河北省医药管理局局长，上海华东化工学院生化工程研究所名誉所长。

## 家庭
祖父唐文治。